# مبادل حراري غلافي أنبوبي

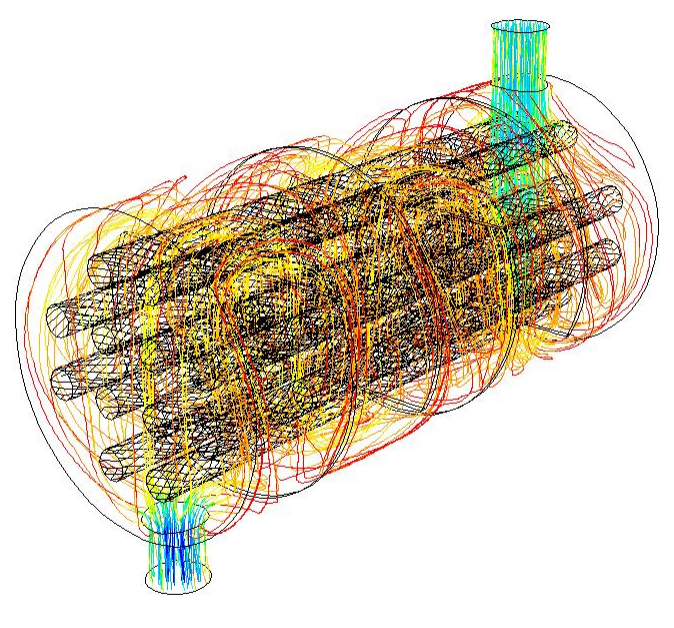
محاكاة تدفق السوائل لمبادل الغلافي الأنبوبي: يقع مدخل الهيكل في الجزء الخلفي العلوي بينما المخرج في المقدمة في الجزء السفلي.

المبادل الحراري الغلافي الأنبوبي (بالإنجليزية: shell and tube heat exchanger)‏ هو نوع من المبادلات الحرارية، 
الشائعة الاستخدام في مصفات البترول وفي العمليات الكيماوية الصناعية؛ وهي تعمل أحيانا تحت ضغط عال. وكما يدل اسمها فهي تتكون من خزان أو غلاف يعمل تحت الضغط العالي وبداخله حزمة من الأنابيب. يمر أحد السائلين داخل الأتبوب، ويمر السائل الآخر خارج الأنبوب في الخزان. بهذا يحدث تبادل حراري بين السائلين.

## تصميمات مختلفة

في المفاعلات النووية المستخدمة لإنتاج الكهرباء، منها نوع يسمى مفاعل ماء مضغوط وهي تستخدم مبادل حراري يطلق عليه أحيانا «مولد البخار». يتكون مولد البخار من خزان وحزمة أنابيب تكون عادة رأسية، وتكون الأنابيب في شكل حرف U-tubes.
يستخدم هذا المبادل الحراري لغليان الماء حيث يتحول الماء في الدورة الداخلية إلى بخار، الذي يوجّه إلى توربين بخاري بغرض تدوير المولد الكهربائي.
في المبادل الحراري ذو دورة واحدة يمر السائل داخل أنبوب ويخرج من طرفه الآخر. وفي معظم تلك المبادلات الحرارية يمرر السائل عدة مرات 1, 2, أو 4 من ناحية الدخول، لكي يتلقى الحرارة كافيا من السائل الآخر المار في الخزان.

## اقرأ أيضا
- تبريد
- مكثف حراري
- مبادل حراري
- مكثف سطحي